# Черниховцы
Черниховцы (укр. Чернихівці) — село в Збаражской городской общине Тернопольского района Тернопольской области Украины.
Код КОАТУУ — 6122488801. Население по переписи 2001 года составляло 1435 человек.
До 2020 года входило в Збаражский район.

## Географическое положение
Село Черниховцы находится на берегу реки Гнезна Гнилая,
выше по течению на расстоянии в 0,5 км расположено село Старый Збараж,
ниже по течению на расстоянии в 3 км расположено село Охримовцы.
Через село проходит автомобильная дорога Р-43.

## История
- 1463 год — дата основания.

## Объекты социальной сферы
- Школа.
- Дом культуры.
- Фельдшерско-акушерский пункт.

## Достопримечательности
- Братская могила советских воинов.